# Silikonöle

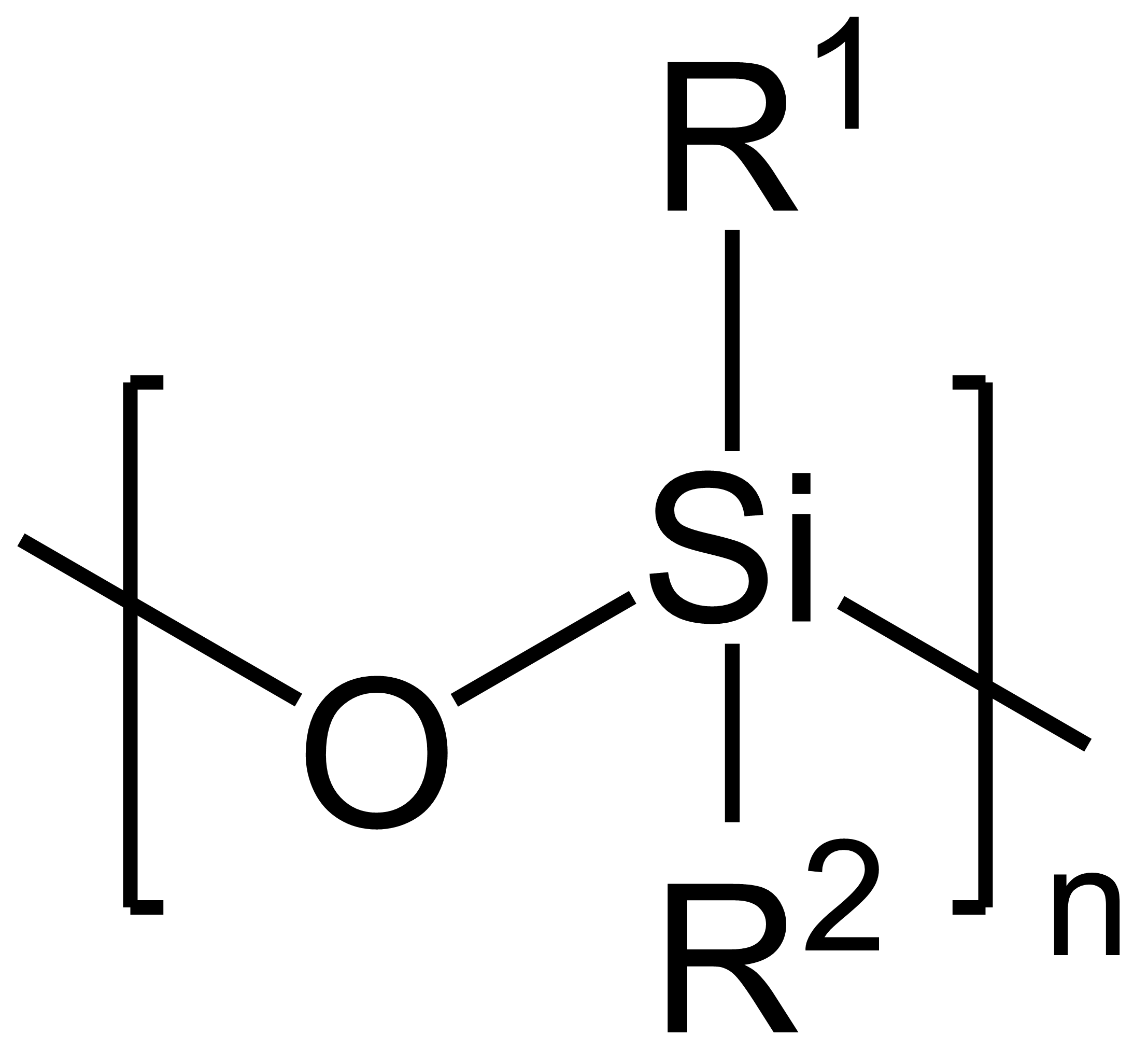
Die sich wiederholende Einheit des Siloxan-Polymers

Silikonöle (eigentlich Diorganopolysiloxane; polymerisierte Siloxane mit organischen Seitenketten) stammen aus der Gruppe der Silikone und sind synthetische siliciumbasierte Öle, welche, im Gegensatz zu Mineralölen oder Pflanzenölen, keine organischen, also kohlenstoffbasierten, sondern siloxanbasierte Ketten-Moleküle als Grundstruktur besitzen. Diese zeichnet sich durch die periodisch alternierende Anordnung von Silicium- und Sauerstoffatomen mit der allgemeinen Summenformel [R1R2SiO]n aus. An den freien Außenelektronen des Siliciums hängen Reste R, welche organische Reste sind, aber auch Halogene sein können. Also haben Silikonöle neben dem anorganischen Anteil auch einen organischen Anteil.

## Eigenschaften
Silikonöle sind klare, farblose, ungiftige, neutrale, geruchslose, geschmacklose, chemisch inerte, in einem weiten Spektrum temperaturstabile, hydrophobe Flüssigkeiten mit einer Molekülmasse von 162 bis 150.000 g/mol, einer Dichte von 0,76 bis 1,07 g/cm3 und Viskositäten von 0,6 bis 1 000 000 mPa s. Des Weiteren sind sie hervorragende elektrische Isolatoren. Silikonflüssigkeiten weisen eine niedrige Oberflächenspannung von 21,5 mN/m (bei 25 °C) oder weniger auf. Sie sind auch an der Luft dauerwärmebeständig bis ca. 180 °C. Ihr Stockpunkt liegt je nach Viskosität bei −80 bis −40 °C. Silikonflüssigkeiten weisen zwischen −60 °C und bis 200 °C Schmiereigenschaften auf. Die Schmierfähigkeit ist geringer als die von Mineralölen und anderen Schmierstoffen. Sie neigen nicht zum Verharzen. Silikonflüssigkeiten sind löslich in Benzol, Toluol, aliphatischen und chlorierten Kohlenwasserstoffen. Sie sind wenig beständig gegen starke anorganische Säuren und Basen. Wie alle Silikone sind sie sehr gut gasdurchlässig.
Der Vertreter mit dem einfachsten Aufbau ist das Polydimethylsiloxan in dem Rest R1 und R2 (siehe obige Strukturformel) je eine Methylgruppe ist.

## Industrielle und technische Verwendung
Es gibt sehr viele Verwendungsmöglichkeiten von Silikonölen. Einige der wichtigsten sind:
- Als Allzweck-Schmieröl wird es meist in Sprühdosen angeboten. Im Gegensatz zu gewöhnlichem Schmierölen hinterlässt es kaum Flecken und verträgt sich auch mit Gummi und Kautschuk. Es bleibt bis −50 °C flüssig und ist ebenfalls hitzestabil bis annähernd 300 °C. Solange Silikonöl kein Wasser aufgenommen hat, ist es ein guter elektrischer Isolator. Es ist scherstabil, hat aber eine geringe Schmierfähigkeit, insbesondere bei Reibung von Stahl auf Stahl. Aufgrund seiner geringen Oberflächenspannung verteilt es sich relativ gut.
- In der Kältetechnik bei der Gefriertrocknung werden Silikonöle als Kälteträger verwendet[4] sowie wegen ihrer Nichtbrennbarkeit in Wärmebädern von Laboratorien, sogenannten Ölbädern, als Wärmeträger eingesetzt.[5]
- Aufgrund ihrer niedrigen Oberflächenspannung haben einige Silikonöle eine schaumhemmende Wirkung und kommen entsprechend typischerweise in industriellen Anlagen, wie Fermentern oder Destillationsanlagen zum Einsatz, wo Schaumbildung kritische Folgen haben kann.[6]
- Silikonöl ist auch ein hervorragendes Treibmittel in Öldiffusionspumpen.
- Silikonflüssigkeiten spielen eine wichtige Rolle als elektrische Isolierstoffe (Dielektrika),[7] (z. B. in Transformatoren).
- Spezielle Knetmassen, wie Hüpfender Kitt, bestehen zur Hälfte aus Silikonöl, während die andere Hälfte aus Borsäure besteht.
- Im Fahrzeugbau werden Silikonflüssigkeiten höherer Viskosität als Fluide zur Drehmomentübertragung mit automatischem Drehzahlausgleich in Visco-Kupplungen als Achs- oder/und (in Verbindung mit einem) Zentraldifferential eingesetzt.

Außerdem können Silikonöle als Hydraulikflüssigkeit, als Formtrennmittel, als Inhaltsstoff für spezielle Druckfarben, zum Hydrophobieren von Glas (z. B. in der Pharmazie), Keramik, Textilien, Leder usw., Putz- und Poliermittelzusatz für Autolacke, Metalle, Leder und Möbel, zur Verhütung des Ausschwimmens von Pigmenten in pigmentierten Lacken, als Manometerflüssigkeit, Sammler bei Flotationsprozessen und als Dämpfungsmittel verwendet werden.

### Silikonfett
Silikonfett ist ein wasserfestes Fett. Es wird hergestellt durch die Verbindung eines Silikonöls mit einem Verdickungsmittel.

#### Technische Anwendungen
Silikonfett wird häufig für die Schmierung und Konservierung von Gummiteilen verwendet, die empfindlich auf Kontakt mit mineralischen Ölen reagieren. Es fungiert auch als Korrosionshemmer und Schmiermittel für Zwecke, die dickere Schmiermittel erfordern. Als Armaturenfett bzw. Heißwasserfett wird es auch zur Schmierung von Trinkwasser-Armaturen eingesetzt.

#### Der Einsatz im chemischen Labor
Silikonfett ist weit verbreitet als temporäres Dichtungsmittel und Schmiermittel für Verbindungsschliffe / Schliffverbindungen, wie sie typischerweise an Laborglas verwendet werden. Obwohl Silikone als chemisch träge gelten, entstanden einige historisch bedeutsame Verbindungen durch unintendierte Reaktionen mit Silikonen.

## Medizinische und kosmetische Anwendungen
Aufgrund der Eigenschaften des Silikonöls werden auch medizinische Produkte und Kosmetika aus Silikonölen hergestellt. Der Einsatzbereich ist dabei sehr breitgefächert.
- Silikonöle werden häufig als Gleitmittel verwendet. Beispielsweise finden sich auf dem Großteil der sich im Handel befindlichen Kondome dünne Silikonölfilme.[16]
- Wegen ihrer bereits erwähnten schaumhemmenden Wirkung werden sie bei Tensidvergiftungen, also dem Verschlucken von Tensiden, dargereicht, um dem sich im Verdauungstrakt bildenden Schaum und dem daraus resultierenden Aufblähen entgegenzuwirken.
- Silikonöl wird vorübergehend als füllende Substanz nach der Entfernung des Glaskörpers zur Stabilisation des Auges genutzt.[17]
- Ebenfalls wurde eine positive Wirkung eines auf der Basis von Polydimethylsiloxanen bestehenden Medikamentes bei der Anwendung auf der Haut bei Kopflausbefall erzielt.[18]
- Silikonöle werden bei der Bekämpfung von Kopfläusen als Alternative zu Insektiziden angewendet.[19]

Darüber hinaus dienen Silikonöle als Bestandteil von Kosmetika, Wasch- und Reinigungsmitteln, Hautschutzsalben, Salbengrundlagen, Massageölen, Implantaten und Mitteln zur Frisurstabilisierung sowie als Träger für Duftstoffe.

## Lebensmittelindustrie
Der entschäumende Effekt spielt auch in der Lebensmittelindustrie eine wichtige Rolle. So werden Silikonöle bei der Herstellung von Konfitüren und außerhalb von Europa Fruchtsäften zugegeben, um das Entstehen unerwünschter Schäume zu unterdrücken. Auch Beimengungen in Frittieröle machen die Schaumbildung bei Frittiervorgängen wesentlich kontrollierbarer.
Die maximalen Konzentrationen für das Silikonöl Polydimethylsiloxan (Lebensmittelzusatzstoff E900) lauten:
- Konfitüre, Marmelade, Gelee (max. 10 mg/kg)
- Bratöle und -fette (max. 10 mg/kg)
- Obst- und Gemüsekonserven (max. 10 mg/kg)
- Kaugummi (max. 100 mg/kg)